# 津和野街道
津和野街道（つわのかいどう）は、江戸時代に整備された街道。

## 概要
江戸時代に石州津和野藩の参勤交代の経路となり、脇街道として整備された。西国街道の安芸国廿日市宿の西で分岐し御手洗川に沿って進み、周防国を通り石見国六日市を経て津和野城下に至る。街道の距離は江戸時代の実測で18里18町2間（約73km）だった。峠越えが続く険しい山道だったが、旧道のうち平地部分は1891年（明治24年）に改修されて広島県道となり、現在は広島県道30号廿日市佐伯線や国道187号ほか島根県道等となっている。

## 起点・終点
- 起点：安芸国佐伯郡宮内村御手洗川出合（現広島県廿日市市串戸[2]。この付近では旧西国街道は現在の国道2号のすぐ近くを並行しており、現在の国道2号宮内分れ交差点と津和野街道起点は至近距離にある）
- 終点：石見国津和野城下（現島根県鹿足郡津和野町）

## 歴史
中世には里道として近隣住民の往来に利用されていた。戦国時代の1554年（天文23年）、西国の一大勢力であった大内義隆の側近陶晴賢（部将宮川房長）と毛利元就との間に行われた折敷畑の戦いの主戦場となった道である。毛利方は周防国玖珂郡の小瀬・御庄（現岩国市）で陶軍と交戦し、津田・汐見坂峠を超えて進軍した陶軍を毛利軍は明石（いずれも現廿日市市）で迎え撃ち圧勝した（ただし折敷畑の戦いそのものが存在しなかったとする学説もある）。
江戸時代に入ると津和野藩の参勤交代経路とされた。当時、西日本の大名の参勤交代は船で瀬戸内海を移動する方法が最も時間的・経済的に負担が少なかったため、内陸の津和野藩は廿日市本陣の近く（現・広島県廿日市市桜尾本町）に「津和野藩御船屋敷」を構えて船による参勤交代を行った。津和野藩は1620年（元和6年）に桜尾城西側の土地を広島藩から借りて蔵屋敷を建て、1736年（寛永元年）に御船屋敷を整備している。この御船屋敷を拠点として、特産の石州和紙や木材等の交易で街道は賑わった。
幕末の1867年（慶応3年）、信徒発見を機に長崎で大規模な隠れキリシタン弾圧事件が起きる（→浦上四番崩れ）。ほどなく江戸幕府は瓦解するが、明治新政府は当初キリスト教禁教政策を引き継ぎ、中心人物を処刑した上で信徒を含む浦上村民3,394名全員を津和野・萩・福山ほか全国に配流した。廿日市の津和野藩御船屋敷には信徒など153名が到着、津和野街道を約90キロメートル歩いて津和野・乙女峠の光琳寺に幽閉された。以後1870年（明治3年）まで流刑された村民は日夜拷問され、36名が信仰を捨てずに殉教したという。日本はすでに開国後で外国人相手の教会もあり、岩倉使節団が欧米の訪問先でことごとく禁教政策を厳しく非難される中での悲劇であった。

現在は光琳寺は廃寺となり、1948年（昭和23年）には跡地に乙女峠マリア聖堂が建てられている。毎年5月3日に「乙女峠まつり」が開催され、1982年（昭和57年）以降はカトリック信者ら数千人が、殉教者を偲んで廿日市から徒歩で参列する。

## 現在の平行道路
- 広島県道30号廿日市佐伯線（廿日市市串戸・国道2号宮内分れ交差点～同市栗栖・国道186号交点）

栗栖～中道間は並行道路が存在しないが、山道となった旧街道の一部は「石州津和野路石だたみ道」として整備されている。
- 広島県道・山口県道119号佐伯錦線（廿日市市中道～山口県岩国市錦町大原）この間、生山峠で県境（芸防国境）を越える。
- 山口県道59号岩国錦線（岩国市錦町大原～同市錦町宇佐郷）

宇佐郷～田野原（星坂）間は並行道路なし。
- 山口県道・島根県道120号須川吉賀線（島根県鹿足郡吉賀町田野原地内）
- 島根県道・山口県道16号六日市錦線（鹿足郡吉賀町田野原～同町六日市）
- 国道187号（吉賀町六日市～吉賀町柿木村柿木）
- 山口県道・島根県道3号新南陽津和野線（吉賀町柿木村柿木～同町柿木村福川）
- 島根県道226号柿木津和野停車場線（吉賀町柿木村福川～津和野町）

ただし現在の道路と津和野街道は一致しない。このため一里塚も道路からやや離れた場所に立っている。